# Antonio Salieri
Antonio Salieri (ur. 18 sierpnia 1750 w Legnago, zm. 7 maja 1825 w Wiedniu) – włosko-austriacki kompozytor, kapelmistrz i pedagog urodzony w Republice Weneckiej, który swe dorosłe życie spędził w Wiedniu jako poddany dynastii Habsburgów.
Salieri przyczynił się do rozwoju XVIII-wiecznej opery, kształtując teatr muzyczny, a jego muzyka wywarła wpływ na twórczość ówczesnych kompozytorów. Jest autorem 39 oper oraz licznych symfonii, kantat, mszy (m.in. Requiem) i oratoriów.
Mianowany na stanowisko kapelmistrza opery włoskiej przy dworze cesarskim, które piastował w latach 1774–1792, przyczynił się do dominacji języka włoskiego w operze wiedeńskiej. Komponował również dla teatrów operowych w Wenecji, Rzymie i Paryżu. Jako nadworny kapelmistrz od 1788 do 1824 był odpowiedzialny za oprawę muzyczną dworskich uroczystości, jubileuszy oraz wydarzeń, jak choćby Kongres Wiedeński. Był jednym z najbardziej cenionych pedagogów muzycznych swoich czasów.
Od początku XIX wieku muzyka Salieriego traciła na popularności. Salieri po części odzyskał dawną sławę za sprawą filmu Amadeusz.

## Życiorys
Antonio Salieri był ósmym z dwunastu dzieci handlarza Antonia Salieriego. Rozpoczął swoją edukację muzyczną w rodzinnym mieście Legnago – gry na fortepianie, skrzypcach oraz śpiewu uczył go najstarszy brat, Francesco Salieri. W roku 1763 lub 1764 zmarli kolejno jego matka i ojciec, a rodzina popadła w biedę. Antonio Salieri trafił pod opiekę swojego, nieznanego z imienia, starszego brata, zakonnika w Padwie. Wkrótce rozpoczął naukę muzyki w szkole przyklasztornej i został pierwszym sopranem w chórze kościelnym. W 1766 trafił pod skrzydła weneckiego szlachcica Giovanniego Mocenigo, znajomego jego ojca, który dowiedział się o trudnościach rodziny Salieri. Antonio zamieszkał z nim w Wenecji i kontynuował naukę muzyki, aż został zauważony przez kompozytora Floriana Leopolda Gassmanna, który pod wrażeniem talentu Salieriego zabrał go ze sobą do Wiednia, gdzie osobiście kierował i opłacał jego dalszą edukację.
W 1766 roku Gassmann wprowadził Salieriego na odbywające się popołudniami koncerty tzw. Kammermusikrunde cesarza Józefa II. Salieri szybko zrobił wrażenie na monarsze, który nakazał Gassmannowi przyprowadzać podopiecznego na każde z owych muzycznych spotkań. W roku 1770 Salieri skomponował swoją pierwszą operę Le donne letterate, która odniosła umiarkowany sukces. Rok później odbyła się premiera kolejnej opery Salieriego – Armida do libretta Marca Coltelliniego, w warstwie muzycznej podejmującej oraz rozwijającej założenia operowej reformy Glucka, co dało młodemu Salieriemu reputację twórcy innowacyjnego.
10 października 1775 Salieri poślubił Theresię von Helferstorfer, córkę niedawno zmarłego finansisty i urzędnika dworskiego. Przez następne trzy lata Salieri koncentrował się głównie na dyrygowaniu przedstawieniami opery włoskiej w Wiedniu i udzielaniu lekcji muzyki.
W latach 1778–1781 odbył podróż do Włoch, w czasie której napisał operę mającą uświetnić otwarcie nowego gmachu teatru La Scala w Mediolanie wybudowanego po pożarze Teatro Ducale. Podróż ta sprawiła, że zyskał on sławę również w Italii. Po powrocie do Wiednia wciąż komponował opery, libretta pisali dla niego m.in. Giovanni Battista Casti oraz Lorenzo Da Ponte.
W 1788 roku, po śmierci Giuseppe Bonna, Salieri został mianowany nadwornym kapelmistrzem, piastując to stanowisko aż do swojej śmierci w roku 1825.
W apogeum zagranicznej sławy Salieriego, wraz ze śmiercią Józefa II w 1790 roku zaczęły maleć jego wpływy w Wiedniu. W roku 1792 został na własną prośbę zwolniony z obowiązków kapelmistrza opery włoskiej.
W ostatnich latach życia poświęcił się niemal wyłącznie tworzeniu dzieł o charakterze religijnym. Kontynuował też nauczanie młodych muzyków, w tym kompozytorów – uczył między innymi Beethovena, Schuberta, Liszta i wielu innych wybitnych przedstawicieli wczesnego romantyzmu. Salieri, pamiętając o pomocy, jaką w młodości otrzymał od Gassmanna, większości lekcji udzielał bezpłatnie.
Przez ostatnie półtora roku życia Salieri cierpiał na demencję i został powierzony opiece Wiener Allgemeine Krankenhaus. Zmarł w Wiedniu 7 maja 1825 roku. Pochowany na Cmentarzu Centralnym w Wiedniu.
Był jednym z założycieli Musikakademie (1817) oraz Gesellschaft der Musikfreunde w Wiedniu. W uznaniu zasług odznaczony został 1815 orderem Legii Honorowej oraz 1816 Złotym Medalem, przyznanym w 50. rocznicę jego przyjazdu do Wiednia.

## Twórczość
Przez ponad 30 lat zajmował się komponowaniem oper należących do niemal wszystkich uprawianych wówczas gatunków scenicznych. Są wśród nich zarówno różne odmiany oper komicznych (włoska opera buffa z elementami commedia dell’arte, określana też mianem commedia per musica, intermezzo, żartobliwe 1-aktowe divertimento teatralne, azione pastorale o tematyce arkadyjskiej oraz niemieckie singspiel), jak i opery poważne (włoska dramma per musica, francuska tragédie lyrique). Z upodobaniem też tworzył opery semiseria, określane mianem dramma giocoso (La cifra), dramma tragicomico (Axur) lub dramma eroicomico (Palmira), w których obok postaci typowych dla opery buffa występowały postacie seria o pogłębionej charakterystyce psychologicznej (np. Eurillo w La cifra).
W miarę jednak spadku popularności oper, Salieri skierował swoją aktywność w kierunku muzyki religijnej. Większość jego dzieł tego gatunku powstawało jako utwory okolicznościowe dla dworu Habsburgów. Kompozytor wystrzegał się wirtuozerii, wpływów operowych i kunsztownej polifonii, przyznawał natomiast ważną rolę chórowi, dbał o nienaganną deklamację i dramaturgię wyrazu; rozwijał też środki symfoniczne.
W grupie utworów instrumentalnych, skomponowanych w większości we wczesnym okresie twórczości, wyróżniają się koncerty. Najbardziej znany jest Koncert potrójny D-dur oraz wariacje orkiestrowe na temat La follia di Spagna.
Za życia Salieri cieszył się niezmiennie uznaniem i szacunkiem zarówno swoich mocodawców, jak i słuchaczy i uczniów, a jego opery wystawiane były na wielu europejskich scenach. Po śmierci kompozytora zniknęły jednak niemal zupełnie z repertuaru, postrzegane jako przestarzałe stylistycznie.

## Mozart i Salieri
Salieri jest współcześnie znany między innymi z filmu Amadeusz, bazującego na głośnej sztuce Petera Shaffera, w którym rywalizował z Wolfgangiem Amadeusem Mozartem. W rzeczywistości pole dla ewentualnego współzawodnictwa obu kompozytorów było niewielkie. Film Miloša Formana utrwala zaproponowaną przez Puszkina, w miniaturze dramatycznej „Mozart i Salieri”, fikcyjną wizję relacji obu kompozytorów. Także Nikołaj Rimski-Korsakow skomponował opartą na puszkinowskim motywie zazdrości operę „Mozart i Salieri”.
W 2009 roku Dove Attia stworzył musical Mozart l’Opéra Rock, gdzie Salieri (Florent Mothe) oraz Mozart (Mikelangelo Loconte) są największymi rywalami. Faktem zaś jest niewątpliwie to, że obaj muzycy żyli i tworzyli w tym samym mieście i w tym samym czasie, co mogło skłaniać współczesnych im wiedeńczyków do porównań.

## Najważniejsze opery Antonio Salieriego
- Armida
- Axur, Re d’Ormus
- La scuola de’gelosi
- Semiramide
- Les Danaides
- La grotta di Trofonio
- Prima la musica e poi le parole
- Tarare
- Falstaff